# Albert Mannheimer
Albert Mannheimer (* 9. März 1913 in New York City, New York; † 19. März 1972 in Los Angeles, Kalifornien) war ein US-amerikanischer Drehbuchautor, Journalist und Kritiker.

## Leben und Wirken
Mannheimer hatte in Yale studiert und anschließend als Kritiker beim New York Enquirer gearbeitet. Für das Verlagshaus Samuel French war er überdies als Kolumnist tätig und hat, ebenfalls in den 1930er Jahren, als Autor der Radiosendung „Good News“ gewirkt.
1937 verpflichtete ihn die MGM als Autor von Kurzfilmen, seit 1939 ist Mannheimer als Drehbuchautor von abendfüllenden Filmen nachweisbar. Während des gesamten Zweiten Weltkriegs erhielt der New Yorker lediglich B-Filmmaterial angeboten. Zu einigen Werken wie den Western The Kid From Texas und Der letzte Bandit (Billy the Kid) verfasste er auch bzw. nur die Liedtexte, bei anderen Filmen blieb Mannheimer im Vor- bzw. Abspann ungenannt oder wurde als Überarbeiter (sog. script polisher) bereits vorhandener Drehbücher herangeholt.
1946 unternahm er einen Ausflug an den Broadway und inszenierte dort sein eigenes Stück The Bees and the Flowers, das jedoch nur vier Wochen im Herbst desselben Jahres lief. Eine weitere Bühnentätigkeit führte ihn an das Margo Jones Theatre nach Dallas. In den frühen Nachkriegsjahren schien sich Mannheimers filmische Karriere zu bessern, als er besseres Stoffmaterial angeboten bekam. Für sein Drehbuch zu der Komödie Die ist nicht von gestern erhielt Albert Mannheimer 1951 eine Oscar-Nominierung sowie eine weitere der Writers Guild of America.
Anschließend ist er kaum mehr nachzuweisen. In den 1960er Jahren fand Albert Mannheimer nur noch minimale Arbeit beim Fernsehen.

## Filmografie
nur als Drehbuchautor
- 1939: The Kid From Texas
- 1939: Dancing Co-Ed
- 1940: Broadway-Melodie 1940 (Broadway Melody of 1940) (ungenannt)
- 1940: Sporting Blood
- 1941: Whistling in the Dark
- 1944: Song of the Open Road
- 1948: Drei kleine Biester (Three Daring Daughters)
- 1950: Die ist nicht von gestern (Born Yesterday)
- 1951: Her First Romance
- 1952: Bloodhounds of Broadway
- 1965–66: Gidget (mehrere Folgen der Fernsehserie)